# Maclurodendron
Maclurodendron es un género con seis especies de plantas de flores perteneciente a la familia Rutaceae. Fue descubierta en 1982 por Thomas Gordon Hartley. 
Consiste en seis árboles perennes nativas de Vietnam, China, Sabah, Malasia, y Sarawak. Las hojas son opuestas. Las inflorescencias son axilares  en racimos. Tienen cuatro sépalos y cuatro pétalos con ocho estambres.

## Especies seleccionadas
- Maclurodendron magnificum
- Maclurodendron obovatum
- Maclurodendron oligophlebium
- Maclurodendron parviflorum
- Maclurodendron porteri
- Maclurodendron pubescens